# Buhl (Basso Reno)
Buhl è un comune francese di 525 abitanti situato nel dipartimento del Basso Reno nella regione del Grand Est.

## Società

### Evoluzione demografica
Abitanti censiti